# 九龍區專線小巴6號線
九龍區專綫小巴6號線為一條已取消的九龍區的小巴路線，由捷輝汽車營辦，來往黃埔花園及尖沙咀（漢口道），途經紅磡站，部份車輛只會由黃埔花園直達紅磡站。
本線另設立輔助線6X線，起訖點與主線相同，但取道紅磡繞道及梳士巴利道直接往返尖沙咀。

## 歷史
- 1979年10月22日：6號線投入服務[1]，當時來往黃埔新邨（德民街紅磡戲院外）及尖沙咀（漢口道）。
- 1980年代中期：因應5號線停辦，於平日上下午及假日日間延長至大環山泳池。
- 1987年12月18日：紅磡總站遷往黃埔花園第2期近紅磡道之輔助道路（約為錦桃苑第8座地下）。延長至大環山泳池的安排於當天或之前已取消。
- 1990年11月：黃埔花園總站遷往黃埔廣場基座的有蓋公共運輸交匯處。
- 1999年：6A線投入服務。
- 2006年7月31日：6X線投入服務，當時只於星期一至五18:00-20:00及星期六12:00-16:00服務，試辦3個月。[2]
- 2009年：6X線增設早上繁忙時間由黃埔花園單向往尖沙咀的服務。
- 2010年1月10日：6X線提升至每天早上至黃昏提供服務，同時往尖沙咀方向繞經愛景街（海濱南岸）。
- 2011年12月28日：受港鐵觀塘綫延綫黃埔站興建工程影響，6A線的黃埔新邨總站由德民街臨時遷移至民泰街。
- 2017年8月30日：港鐵觀塘綫延綫黃埔站興建工程完成，6A線的黃埔新邨總站遷回德民街。
- 2017年11月5日：配合路線重組：
  - 6A線取消服務，併入6號線。6號線往尖沙咀（漢口道）方向離開黃埔花園總站後，改經紅磡道、德民街、船澳街、寶其利街、明安街、必嘉街及機利士南路（即跟隨原6A線於黃埔新邨起的路線），不再途經環海街、德豐街、船景街及紅磡南道；同時增設循環來往黃埔花園及尖沙咀（廣東道）（力寶太陽廣場外）的特別班次。
  - 開辦6C線，循環來往海濱南岸至尖沙咀漢口道，去程取道紅磡繞道及梳士巴利道，回程途經柯士甸道及紅磡站。[3]
  - 6X線往黃埔花園方向增設梳士巴利道「永安廣場」站。
- 2018年7月5日：營辦商自行暫停6C線服務直至另行通知。
- 2018年9月23日：配合廣深港高速鐵路香港段通車，6路線來回方向增設繞經匯民道高鐵西九龍站上落客區的特別班次。惟因COVID-19肺炎事件，營辦商於2020年1月22日暫停繞經西九龍站。
- 2020年4月12日：因營辦商捷輝汽車宣布清盤而終止所有路線服務[4]，此措施原擬於4月10日執行，但經立法會議員黃碧雲和運輸及房屋局局長陳帆介入後，6路線繼續服務至4月11日，6X線則於4月10日取消[5]。最後因沒有營辦商願意接手經營，6號線將直接終止服務，等待運輸署重新招標及遴選新營辦商。

## 昔日的6號線
- 1978年11月24日：運輸署公開招標8組共26條專綫小巴新路線，此線與第一代4、第一代5及第一代7號線編為同一組。[6]
- 1979年4月23日：第一代6號線投入服務，屬首批投入服務的九龍專綫小巴路線之一。當時來往九龍塘（施他佛道）及紅磡碼頭，每15分鐘一班，收費$1.0，由伊利沙伯醫院起分段收費$0.5。[7]
- 1979年5月22日：因虧蝕嚴重而取消服務。[8]營辦商曾於報章表示，早更只有2人乘搭，夜更也僅接載13名乘客。[9]

## 服務時間及班次
6號常規班次
- 由黃埔花園開出
  - 每日：06:15-00:05（3-5分鐘一班）
- 由尖沙咀（漢口道）開出
  - 每日：06:15-00:05（3-5分鐘一班）

6號繞經高鐵西九龍站的特別班次
|                      | 由黃埔花園開出 | 由尖沙咀開出 | 班次(分) |
| -------------------- | -------------- | ------------ | -------- |
| 星期一至五           | 08:45-22:45    | 09:15-23:15  | 60       |
| 星期六、日及公眾假期 | 06:45-22:45    | 07:15-23:15  | 60       |

但實際上，繞經高鐵站的班次較上述時間表頻密。
6X線
- 由黃埔花園開出
  - 星期一至四：07:30-20:30
  - 星期五：07:00-21:00
  - 星期六及公眾假期前一天：09:00-21:00
  - 假日：09:00-20:30
- 由尖沙咀（漢口道）開出
  - 星期一至四：07:30-20:30
  - 星期五：07:00-21:00
  - 星期六及公眾假期前一天：09:00-21:00
  - 假日：09:00-20:30

## 收費
6號線
全程收費：$7.4
- 黃埔花園往港鐵紅磡站：$5.9
- 嘉諾撒聖瑪利書院往尖沙咀（漢口道）：$5.0
- 港鐵紅磡站往黃埔花園：$5.0

6X線
全程收費：$7.4
- 黃埔花園往海濱南岸(祗適用於星期一至五10:00-16:00)：$5.9
- 理大學生宿舍(紅磡)往黃埔花園：$5.0

## 行車路線
6號線
- 往尖沙咀（漢口道）方向，途經：德康街、紅磡道、德民街、船澳街、寶其利街、明安街、必嘉街、機利士南路、暢運道、柯士甸道（廣東道、匯翔道、匯民道、匯翔道）＊、廣東道、九龍公園徑、梳士巴利道、彌敦道、北京道、漢口道。
- 往黃埔花園方向，途經：漢口道、中間道、九龍公園徑、廣東道、柯士甸道西、掉頭、柯士甸道西、(匯翔道、匯民道、匯翔道、廣東道、)＊柯士甸道、暢運道、安運道、暢運道、機利士南路、蕪湖街、德民街、德安街、德定街。

6X線
- 往尖沙咀（漢口道），途經：德康街、環海街、德豐街、船景街、紅鸞道、愛景街、紅鸞道、紅磡繞道、梳士巴利道、彌敦道、北京道及漢口道。
- 往黃埔花園，途經：漢口道、中間道、九龍公園徑、梳士巴利道、紅磡繞道、紅磡南道、紅荔道、紅樂道、紅鸞道、船景街、德豐街、錦桃苑通道、德安街及德定街。

## 用車
| 6／6X線用車列表 | 6／6X線用車列表 | 6／6X線用車列表 | 6／6X線用車列表           |
| 車牌            | 型號            | 車種代號        | 備註                      |
| --------------- | --------------- | --------------- | ------------------------- |
| AF2683          | 三菱Rosa        | 5               |                           |
| AY3318          | 三菱Rosa        | 6               | 19座                      |
| BK987           | 三菱Rosa        | 6               | 19座                      |
| BM7889          | 三菱Rosa        | 6               | 19座；藍色CFM漫畫廣告     |
| BX987           | 三菱Rosa        | 6               | 19座                      |
| BZ8788          | 三菱Rosa        | 6               | 19座                      |
| CG798           | 三菱Rosa        | 5               | 閒置中                    |
| CN3173          | 豐田Coaster     | 5DL             |                           |
| CT2289          | 三菱Rosa        | 6               | 19座；藍色CFM廣告         |
| DB1193          | 三菱Rosa        | 5               |                           |
| DB3711          | 三菱Rosa        | 5               |                           |
| DB8892          | 豐田Coaster     | 6DS             | 前身為三菱Rosa            |
| DC378           | 三菱Rosa        | 4               | 閒置中                    |
| DC3393          | 三菱Rosa        | 5               |                           |
| EB6423          | 三菱Rosa        | 4               | 閒置中                    |
| ED2666          | 三菱Rosa        | 4               | 閒置中                    |
| EE1256          | 三菱Rosa        | 6               | 19座                      |
| EE5069          | GMI Gemini      |                 | 前身為豐田Coaster 已退役  |
| EH3717          | 三菱Rosa        | 6               | 19座                      |
| EH8663          | 豐田Coaster     | 6DS             |                           |
| EH8802          | 三菱Rosa        | 5               | Amplus電子牌              |
| EN5390          | 三菱Rosa        | 5               | 已退役                    |
| EN8801          | 三菱Rosa        | 5               |                           |
| EV944           | 三菱Rosa        | 6               | 19座                      |
| FG6898          | 豐田Coaster     | 4               | Amplus電子牌 已退役       |
| FN6595          | 三菱Rosa        | 5               | Amplus電子牌              |
| FN7751          | 三菱Rosa        | 6               | 19座                      |
| FN8945          | 豐田Coaster     | 6DS             |                           |
| GD582           | 三菱Rosa        | 6               | 19座                      |
| GD1201          | 三菱Rosa        | 5               | Amplus電子牌              |
| GD5957          | 豐田Coaster     | 6DS             |                           |
| HU3882          | 三菱Rosa        | 6               | 19座                      |
| HX2044          | 三菱Rosa        | 6               | 19座                      |
| HX4927          | 三菱Rosa        | 6               | 19座                      |
| HX6048          | 三菱Rosa        | 6               | 19座                      |
| JP8413          | 金旅XML6701J18  |                 | 19座；前身為三菱Rosa      |
| JU2793          | 金旅XML6701J18  |                 | 19座；前身為三菱Rosa      |
| JZ5919          | 三菱Rosa        | 6               | 19座                      |
| KG7978          | 金旅XML6701J18  |                 | 19座；前身為三菱Rosa      |
| KK5324          | 三菱Rosa        | 4               | 已退役                    |
| KX1564          | 三菱Rosa        | 5               | 閒置中                    |
| KX8865          | 三菱Rosa        | 5               |                           |
| KY5338          | 三菱Rosa        | 5               |                           |
| KZ2860          | 三菱Rosa        | 6               | 19座                      |
| LD4376          | 豐田Coaster     | 5DL             | Amplus電子牌 前車牌MR908  |
| LE4742          | 三菱Rosa        | 5               |                           |
| LH1994          | 豐田Coaster     | 6DL             | Amplus電子牌              |
| LH5054          | 豐田Coaster     | 5DL             | Amplus電子牌 前車牌MY2826 |
| NM5953          | 豐田Coaster     | 5DL             | Amplus電子牌 前車牌MZ5815 |
| NN4353          | 豐田Coaster     | 5DL             | Amplus電子牌 前車牌MZ5285 |
| PN1710          | 豐田Coaster     | 6DS             |                           |
| PP4896          | 豐田Coaster     | 6DS             |                           |